# ジャシー・ベラスケス

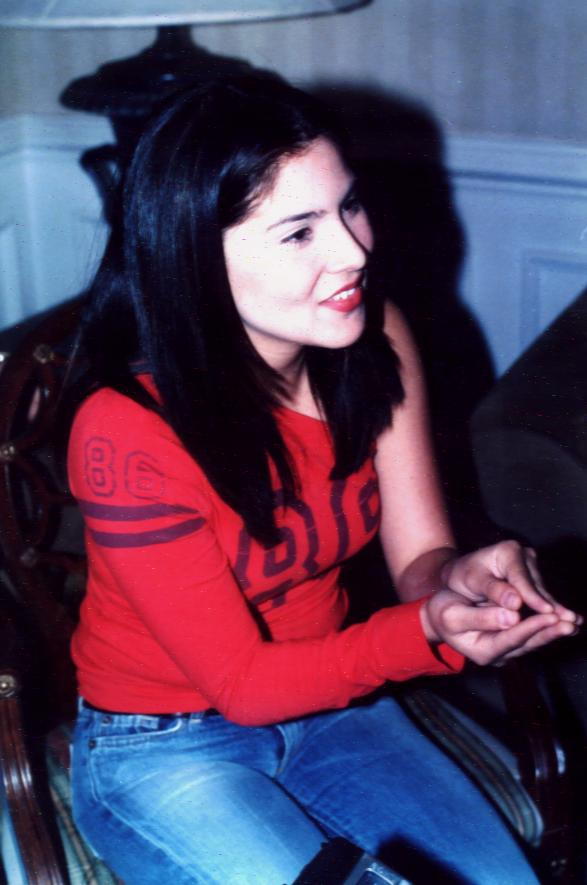
ジャシー・ベラスケス

ジャシー・ベラスケス（Jaci Velasquez、1979年10月15日 - ）は、メキシコ系アメリカ人のポップ、ゴスペル歌手。
幼い頃から教会を出入りして育ったジャシーは、両親も歌手であった。
1996年にファースト・アルバムを発売。その後も多くのアルバムを制作し、16曲がクリスチャン・ラジオ・チャートで1位を記録。1998年にはソニーのラテンミュージック・レーベルと契約、3曲のシングルがビルボードのラテンミュージックチャートでナンバーワンを獲得した。
2003年、映画『ワタシにキメテ』でハリウッド進出。その他50を超える雑誌に登場、ジョージ・ウォーカー・ブッシュ大統領に何度もその歌声を披露した。

## ディスコグラフィ

### アルバム
- Heavenly Place (1996年)
- Jaci Velasquez (1998年)
- Llegar A Ti (1999年)
- Crystal Clear (2000年)
- Mi Corazón (2001年)
- Christmas (2001年)
- Navidad (2001年)
- Unspoken (2003年)
- Milagro (2003年)
- Mi Historia Musical (2004年)
- Beauty Has Grace (2005年)
- Love Out Loud (2008年)
- Diamond (2012年)
- Buenas Noches mi Sol / Canciones De Cuna (2012年)
- Trust/Confío (2017年)

## フィルモグラフィ
- 『ワタシにキメテ』 - Chasing Papi (2003年)
- Los Reyes Magos (The 3 Wise Men) (2003年)
- Doc (2004年) ※テレビ・シリーズ (1エピソード)
- The Encounter (2011年)
- Jerusalem Countdown (2011年)
- Rumors of Wars (2014年)
- 『ヴェジテールズ』 - VeggieTales: Noah's Ark (2015年) ※アニメーション
- I'm Not Ashamed (2016年)
- A Question of Faith (2017年)
- Cover Me (2020年)